# Pien Dicke
Pour les articles homonymes, voir Dicke.
Pien Dicke est une joueuse de hockey sur gazon néerlandaise. Elle évolue au poste d'attaquante au SCHC et avec l'équipe nationale néerlandaise.

## Biographie
Pien est née le 28 août 1999 à La Haye et elle étudie à l'Université de Virginie.

## Carrière
Elle a fait ses débuts en équipe première le 12 janvier 2020 contre la Chine à Changzhou lors de la Ligue professionnelle 2020-2021,.

## Palmarès
- : 2e à l'Euro U21 2019
- : 1re à la Ligue professionnelle 2020-2021
- : 1re à l'Euro 2021
- : 2e à la Ligue professionnelle 2021-2022